# Krzyżewo (województwo podlaskie)
Krzyżewo – wieś w Polsce położona w województwie podlaskim, w powiecie wysokomazowieckim, w gminie Sokoły.
W latach 1975–1998 miejscowość administracyjnie należała do województwa łomżyńskiego.
Wierni kościoła rzymskokatolickiego należą do parafii  Wniebowzięcia NMP w Sokołach.

## Części wsi
| SIMC    | Nazwa            | Rodzaj    |
| ------- | ---------------- | --------- |
| 0405961 | Krzyżewo-Kolonia | część wsi |
| 0405978 | Majątek          | część wsi |

## Historia miejscowości
Krzyżewo wzmiankowane w dokumentach w roku 1449 jako miejscowość należąca do  dóbr waniewskich. W I Rzeczypospolitej wieś należała do ziemi bielskiej. W roku 1528 w parafii Płonka.
Niektórzy właściciele wsi:
- na początku wieku XVI – Radziwiłłowie
- Sieniawscy
- Olelkowiczowie, książąta słuccy
- od schyłku XVII w. – Szczawińscy
- na przełomie XIX i XX w. 400-hektarowy majątek Krzyżewo należał do rodziny Czajkowskich
- 1903 – Bronisława Karpowicz herbu Korab

W roku 1827 miejscowość należała do parafii Sokoły, liczyła 13 domów oraz 106 mieszkańców. 
W roku 1866 wieś i folwark Krzyżewo należały do powiatu łomżyńskiego, gmina i parafia Truskolasy. We wsi osad 15 i 55 morgów użytków rolnych. Folwark o powierzchni 640 morgów.
Pod koniec wieku XIX wieś należała do Powiatu mazowieckiego, gmina Kowalewszczyzna, parafia Waniewo.
W 1906 r. mieszkało tu 38 włościan w 10 budynkach, przy których były 24 budynki gospodarcze. Wszystkie drewniane i kryte słomą. Do włościan należały 52 morgi ziemi.
W roku 1921 wyszczególniono:
- wieś Krzyżewo. Było tu 8 budynków z przeznaczeniem mieszkalnym oraz 42 mieszkańców (23 mężczyzn i 19 kobiet)
- folwark Krzyżewo, gdzie naliczono 6 budynków z przeznaczeniem mieszkalnym oraz 97 mieszkańców (59 mężczyzn i 38 kobiet). Wszyscy podali narodowość polską[9].

## Historia szkoły rolniczej
W 1913 r. dzięki staraniom Stefanii Karpowicz i jej matki Bronisławy z Jasiewiczów oddano do użytku Szkołę Rolniczą.